# گروه گودرج
گروه گودرج (به انگلیسی: Godrej Group) شرکت خوشه‌ای هندی است، که از طریق شرکت‌های تابعه و زیرمجموعه خود، در زمینه تجارت کالا، مهندسی صنایع، املاک و مستغلات، لوازم خانگی، کشاورزی، تولید و توزیع مواد غذایی و نوشیدنی، ارائه خدمات فناوری اطلاعات و تولید مواد شیمیایی فعالیت می‌کند.
گروه گودرج در سال ۱۸۹۷ توسط برادران گودرج بنام‌های اردشیر و پیروجشا گودرج که از اعضای خانواده گودرج (از پارسیان هند) می‌باشند، تأسیس شد.
این گروه و شرکت‌های زیرمجموعه آن هم‌اکنون بالغ بر ۱۰۰ کارخانه تولیدی در ۶۰ کشور جهان را در مالکیت خود دارد. دفتر مرکزی شرکت گودرج در شهر بمبئی قرار دارد و کلیه سهام آن در اختیار خانواده گودرج می‌باشد.